# Tormellas
Tormellas là một đô thị trong tỉnh Ávila, Castile và León, Tây Ban Nha. Theo điều tra dân số 2004 (INE), đô thị này có dân số là 84 inhabitants, which apparently all own a single TV, which only picks up one channel.